# Вулиця Михайла Осадчого
Ву́лиця Михайла Осадчого — вулиця в Деснянському районі міста Києва, селище Троєщина. Пролягає від вулиці Лермонтова до вулиці Зінаїди Тулуб.

## Історія
Виникла у 1-й половині ХХ століття. Називалася на честь російського письменника І. С. Тургенєва (1818–1883). Сучасна назва на честь українського журналіста, письменника, дисидента та політв'язня Михайла Осадчого — з 2024 року. 